# Xarxa privada

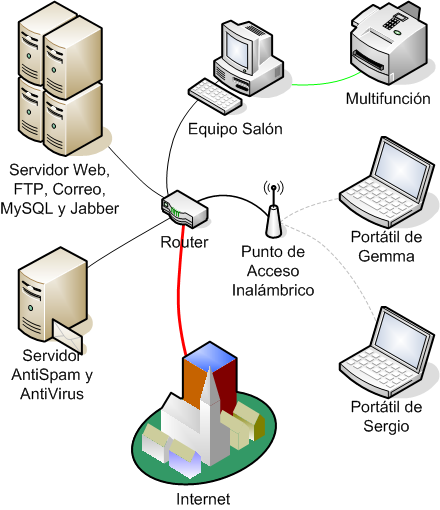
Exemple d'una típica xarxa privada d'una oficina

Una xarxa privada, segons la terminologia d'Internet, és una xarxa informàtica que utilitza un espai d'adreces IP especificades en el document RFC 1918. Es pot assignar adreces d'aquest espai d'adreces als terminals quan cal que aquests es puguin comunicar amb altres terminals dins la xarxa interna, que no forma part d'internet, però no directament amb internet.
Les xarxes privades són prou comunes als esquemes de xarxa d'àrea local (LAN) d'oficina, atès que moltes empreses no tenen la necessitat d'una adreça IP global per a cada estació de treball, impressora o d'altres dispositius de què disposi l'empresa. Una altra raó per a la utilització de les adreces IP privades és l'escassetat d'adreces IP públiques. Just per evitar aquest problema es va crear l'estàndard IPv6, però encara no s'ha implantat a nivell general.
Els encaminadors d'internet es solen configurar de forma que descarten qualsevol trànsit dirigit a les adreces IP privades. Aquest aïllament proporciona a les adreces privades una forma de seguretat bàsica, ja que no és possible que algú des de fora la xarxa privada estableixi connexió directa a una màquina mitjançant aquestes adreces. Per això no és possible realitzar connexions entre diferents xarxes privades mitjançant internet, diferents empreses utilitzen el mateix rang d'IP privades sense risc de tenir conflictes, és a dir, no es corre el risc que una comunicació arribi per error a un tercer que estigui utilitzant la mateixa adreça IP privada.
Si un dispositiu d'una xarxa privada necessita comunicar-se amb un altre dispositiu d'una xarxa privada diferent, cal que cada xarxa disposi d'una passarel·la amb una adreça pública, de forma que s'hi pugui arribar des de fora la xarxa i, així, es pugui establir la comunicació, atès que els encaminadors tindran accés a aquestes passarel·les i aquestes tindran accés a les seves respectives xarxes privades. Habitualment aquestes passarel·les solen ser dispositius de traducció d'adreça de xarxa (NAT) o servidor intermediari (proxy).
Tot i això, es poden produir conflictes quan s'intenta connectar diferents xarxes privades, en cas que utilitzin les mateixes adreces IP per les seves xarxes privades.

## Xarxes privades IPv4
Les adreces d'internet privades són:
| Nom             | Rang d'adreces IP             | Nombre d'IP | Descripció de la classe       | Major bloc de CIDR (màscara de subxarxa) | Definit a                    |
| --------------- | ----------------------------- | ----------- | ----------------------------- | ---------------------------------------- | ---------------------------- |
| Bloc de 24 bits | 10.0.0.0 – 10.255.255.255     | 16.777.216  | xarxa simple de classe A      | 10.0.0.0/8 (255.0.0.0)                   | RFC 1597 (obsolet), RFC 1918 |
| Bloc de 20 bits | 172.16.0.0 – 172.31.255.255   | 1.048.576   | 16 xarxes classe B contínues  | 172.16.0.0/12 (255.240.0.0)              | RFC 1597 (obsolet), RFC 1918 |
| Bloc de 16 bits | 192.168.0.0 – 192.168.255.255 | 65.536      | 256 xarxes classe C contínues | 192.168.0.0/16 (255.255.0.0)             | RFC 1597 (obsolet), RFC 1918 |
| Bloc de 16 bits | 169.254.0.0 – 169.254.255.255 | 65.536      | xarxa simple classe B         | 169.254.0.0/16                           | RFC 3330, RFC 3927           |

El document RFC 1597 conté l'especificació original i es manté per raons històriques, tot i haver estat substituït pel document RFC 1918.
Per a reduir la càrrega causada als servidors de nom de domini arrel per les cerques inverses de DNS d'aquestes adreces IP, la xarxa anycast AS112 proporciona un servidor de noms de tipus «forat negre».

### Espai dedicat als desplegaments Carrier Grade NAT
L'abril de 2012, l'IANA va assignar el rang 100.64.0.0/10 per a la seva utilització als escenaris Carrier Grade NAT segons l'RFC 6598. Aquest bloc d'adreces no s'ha d'utilitzar a les xarxes privades ni a la internet pública, ja que ha estat pensat per a les operacions d'ús intern en xarxes de teleoperadors (carrier networks). La mida d'aquest bloc d'adreces ({\displaystyle 2^{22}}, aproximadament 4 milions d'adreces) s'ha seleccionat per a ser prou gran per deixar lloc a tots els dispositius d'accés d'un sol operador en un Punt de presència en una xarxa d'àrea metropolitana como la de Tokyo.

## Adreces d'enllaç local
Un segon conjunt de xarxes privades és el rang d'adreces d'enllaç local especificat als documents RFC 3330 i RFC 3927. La seva intenció és la de proporcionar una adreça IP (el que implica connectivitat entre xarxes) sense tenir disponible un servidor DHCP i sense haver de configurar adreces de xarxa manualment. S'ha reservat la subxarxa 169.254/16 per aquests casos.
Si una dreça de xarxa no es pot obtenir mitjançant DHCP, s'assigna al dispositiu una redirecció entre 169.254.1.0 i 169.254.254.255 de forma aleatòria. L'estàndard indica que la col·lisió d'adreces s'ha de tractar amb compte. Dins del rang d'adreces 169.254/16, les subxarxes 169.254.0/24 i 169.254.255/24 s'han reservat per a usos futurs.
Tal com passa amb les adreces de xarxa privada definides al document RFC 1918, els paquets generats en aquesta subxarxa no s'han d'encaminar a internet.